# Sredni Răt, Vrața
Sredni Răt (în bulgară Средни Рът) este un sat în comuna Roman, regiunea Vrața,  Bulgaria. 

## Demografie
Componența etnică a satului Sredni Răt
     Nicio identificare (100%)
     Altele (0%)
La recensământul din 2011, populația satului Sredni Răt era de 30 locuitori. . Pentru 100% din locuitori nu este cunoscută apartenența etnică.